# Bob burgerfalodája
A Bob burgerfalodája (eredeti cím: Bob’s Burgers) amerikai televíziós animációs szitkom, amelyet Loren Bouchard alkotott. A producere Dan Fybel, a zenéjét John Dylan Keith és Loren Bouchard szerezte. A főszerepben H. Jon Benjamin hangját hallhatjuk. A sorozat középpontjában a Belcher család áll, akik egy hamburgeréttermet vezetnek. Amerikában 2011. január 9-én a Fox, míg Magyarországon 2011. október 4-én mutatta be a Comedy Central az első évadot, 2021. szeptember 6-án pedig a TV2 Comedy is bemutatta.. 2011. április 7-én berendelték a sorozat második évadát, amely 2012. március 11-én indult. 2012. május 14-én bejelentették a harmadik évadot, amely 2012. szeptember 30-án indult,

## Ismertető
A sorozat a Belcher családról szól, akik egy hamburgeréttermet vezetnek az Ocean Avenue-n, egy meg nem nevezett part menti városban (bizonyos források szerint Seymour's Bay). A sorozat készítője, Loren Bouchard egy 2012-ben készült interjúban elmondta, hogy a sorozat helyszíne egy északkeleti Egyesült Államokbeli tengerparti város. Az étterem egy kétszintes sorház aljában van, ami egy temetkezési vállalat és olyan bolt között helyezkedik el, aminek mindig más a bérlője. A család közvetlen az étterem fölött lakik. A burgerfaloda egy feltörekvő étterem, ami erősen függ az utcai reklámoktól és a vidámpark forgalmától. A Wonder Wharf, ami a mólón található a főút végén, a különc milliomos, Calvin Fischoeder tulajdona, aki sok más épületet is birtokol a városban, beleértve azt a házat is, ahol Bob étterme és a Belcher lakás van.
A sikerhez vezető út nem könnyű. Bobnak sok más étteremmel versenyeznie kell. Legnagyobb riválisa Jimmy Pesto pizzériája, aminek a tulajdonosát Bob különösen nem kedveli. Bob éttermét sok más szerencsétlenség is éri. Például a sorozat főcímében a Burgerfaloda leég, rágcsálók árasztják el a helyet, és betöri az ablakot egy villanypózna. Mind ennek ellenére Bobnak van egy kicsi, de hűséges törzsvendég köre.

## Szereplők
- Robert „Bob” Belcher Jr. (H. Jon Benjamin) – Linda férje, Tina, Gene és Louise apja, idősebb Bob Belcher fia, és a sorozat főszereplője. Második generációs étteremtulajdonos, egy eddig még nem közölt, északkeleti, egyesült államokbeli, part menti városban. Gyermekkorát pocséknak írja le, mert apja soha nem engedte játszani. Bár rossz üzletvezető és nagyon peches, hamburgersütésben verhetetlen. A hamburgerkészítés iránti vágy akkor fogalmazódott meg benne, amikor egy vendég tonhalas szendvicset rendelt és Bob helyette burgert adott neki, amíg apja magára hagyta az étteremben, mert prosztataszűrésre ment. Ezek után úgy döntött, kilép apjától és saját éttermet nyit, mert attól tartott, apja soha nem engedné neki, hogy úgy süssön, ahogy akar. Bob büszke arra, hogy a hamburgereket mindig minőségi húsból és zöldségekből csinálja a vendégeknek, még akkor is, ha ezért plusz kilométereket kell megtenni a helyi kereskedőkhöz. Legnagyobb életműve a Hússiás, amely egy steak-szósszal töltött húspogácsa, wellington burgerben. Bob allergiás a homárra. Bob is szeret inni, ahogy Linda is, és több részben is vicc tárgyát képzi, hogy Bob és Linda lerészegednek.
- Linda Belcher (John Roberts) – Bob felesége, Tina, Gene, és Louise anyja. Mielőtt hozzáment volna Bobhoz, Hugo menyasszonya volt, aki a helyi tisztiorvos. Linda vonzódása Bobhoz részben a munkájában való elhivatottság miatt van, de a gyakori pénzügyi problémák ellenére is hű és odaadó feleség, annak ellenére, hogy 10 év alatt még nem voltak egyszer sem nászúton vagy szabadságon. Vonzódik a bajszokhoz és azt mondja, Bob elcsúfítja magát, ha leborotválja a bajszát. Szenvedélyei közé tartozik továbbá a vacsoraszínház, a porcelánbabák, Tom Selleck, tengeri témájú romantikus regények és a terhesjóga. Ő vezeti az étterem könyvelését, bár könyvelési képességei megkérdőjelezhetők. Kedveli az alkoholt és gyakran mondja, hogy „Anyu nem részeg, csak jól érzi magát.” Linda nyitott, furcsa New Jersey-i akcentusa van és némileg különc. Szereti a problémákat rendhagyó módon megoldani, bár néha túl optimista és derűlátó, így a végén a dolgok elferdülnek.
- Tina Ruth Belcher (Dan Mintz) – A legidősebb Belcher gyerek és a család „kockája”. Az első részben az mondta, hogy autista, de a szülei egyből eloszlatták a kételyeit. Általában mély, monoton hangon beszél, részmunkaidősként dolgozik az étteremben és gyakran ő a szócső a Belcher gyerekek és a szülők között. Megpróbál megbirkózni a felnőtté válás nehézségeivel, és azt állítja, hogy zombikkal való bonyolult kapcsolata van. Megszállottan imádja a lovakat, a fiúkat (főleg ifjabb Jimmyt) és a farpofákat; számos részben leírja naplójába, hogy emberek fenekét érinti meg, ami számára a szexuális kapcsolat magasságait jelenti. Tina a korai epizódokban 12 éves, de az 1 évad 6 részében betöltötte a 13-at.
- Gene Belcher (Eugene Mirman) – Az egyetlen fiúgyermek a családban. Nagyon lelkes, akárcsak az anyja. Gyakran reklámozza az éttermet hamburgernek öltözve, és arról álmodik, hogy egy nap híres zenész lesz. Gene valószínűleg 11 éves.
- Louise Belcher (Kristen Schaal) – A legfiatalabb a Belcher testvérek közül. Koraérett és intelligens, manipulatív és agresszív. Hajlandó kihasználni az embereket, hogy megszerezze, amit akar. Különös, fekete humora van és hobbija a zárak feltörése. A Torpedo! című epizódban (1 évad 13 rész) megemlítik, hogy 9 éves. Louise mindig egy rózsaszín, nyuszifüles fejfedőt visel, napszaktól és élethelyzettől függetlenül.

## Magyar változat
A szinkront a Comedy Central megbízásából a Balog Mix Stúdió, majd a LaborFilm szinkronstúdió készítette.
- Magyar szöveg: Torma Péter
- Hangmérnök és vágó: Taska Árpád
- Gyártásvezető: Bogdán Anikó
- Szinkronrendező: Balog Mihály

Magyar hangok
- Baráth István – Gene
- Bogdányi Titanilla – Louise
- Bolla Róbert – Teddy
- Csuha Lajos – Reggie, Gus
- Elek Ferenc – Felix Fischoeder
- Előd Botond – Courtney Wheeler
- Forgács Gábor (1-12. évad) – Linda
- Halász Aranka – Edith Cranwinkle
- Kapácsy Miklós – Wayne
- Kassai Ilona – Jen
- Ősi Ildikó – Gayle
- Pálmai Szabolcs – Tina
- Rosta Sándor – Bob
- Fehér Péter – Kelvin Fischoeder
- Szokol Péter – Randy Watkins
- Bolla Róbert – Moo-Lissa

## Fordítás
- Ez a szócikk részben vagy egészben  a   Bob's Burgers című angol Wikipédia-szócikk fordításán alapul.  Az eredeti cikk szerkesztőit annak laptörténete sorolja fel. Ez a jelzés csupán a megfogalmazás eredetét és a szerzői jogokat jelzi, nem szolgál a cikkben szereplő információk forrásmegjelöléseként.